# Дейрдре (кратер)
Кратер Дейрдре (англ. Craters Deirdre) — метеоритний кратер на Європі, супутнику Юпітера.

## Характеристики
Утворився на місці падіння на поверхню супутника Європа космічного метеорита, якого притягнув у свою орбіту масивний Юпітер. Внаслідок чого сформувався ударний кратер з діаметром 4,5 кілометра. Центр кратера знаходиться за координатами 65.4° пд. ш., та 152.7° зх. д.
Вперше про льодовий кратер довідалися у 2000 році, після дослідження поверхні супутника телескопами з Землі. Названий за ім'ям жінки-красуні Дейрдре, героїні кельтської міфології.